# Osteotom

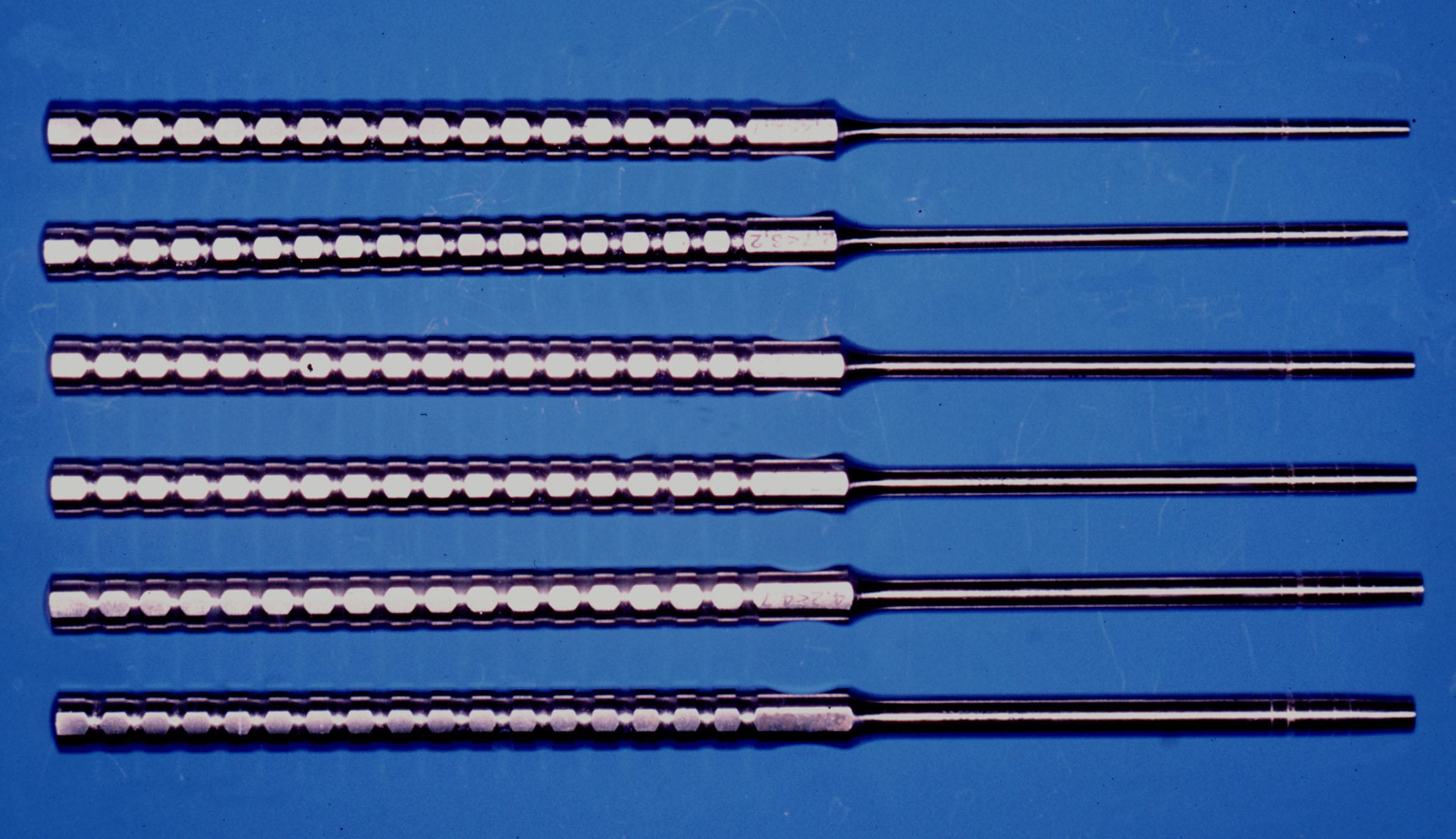
Osteotome, wie sie in der Dentalimplantation verwendet werden

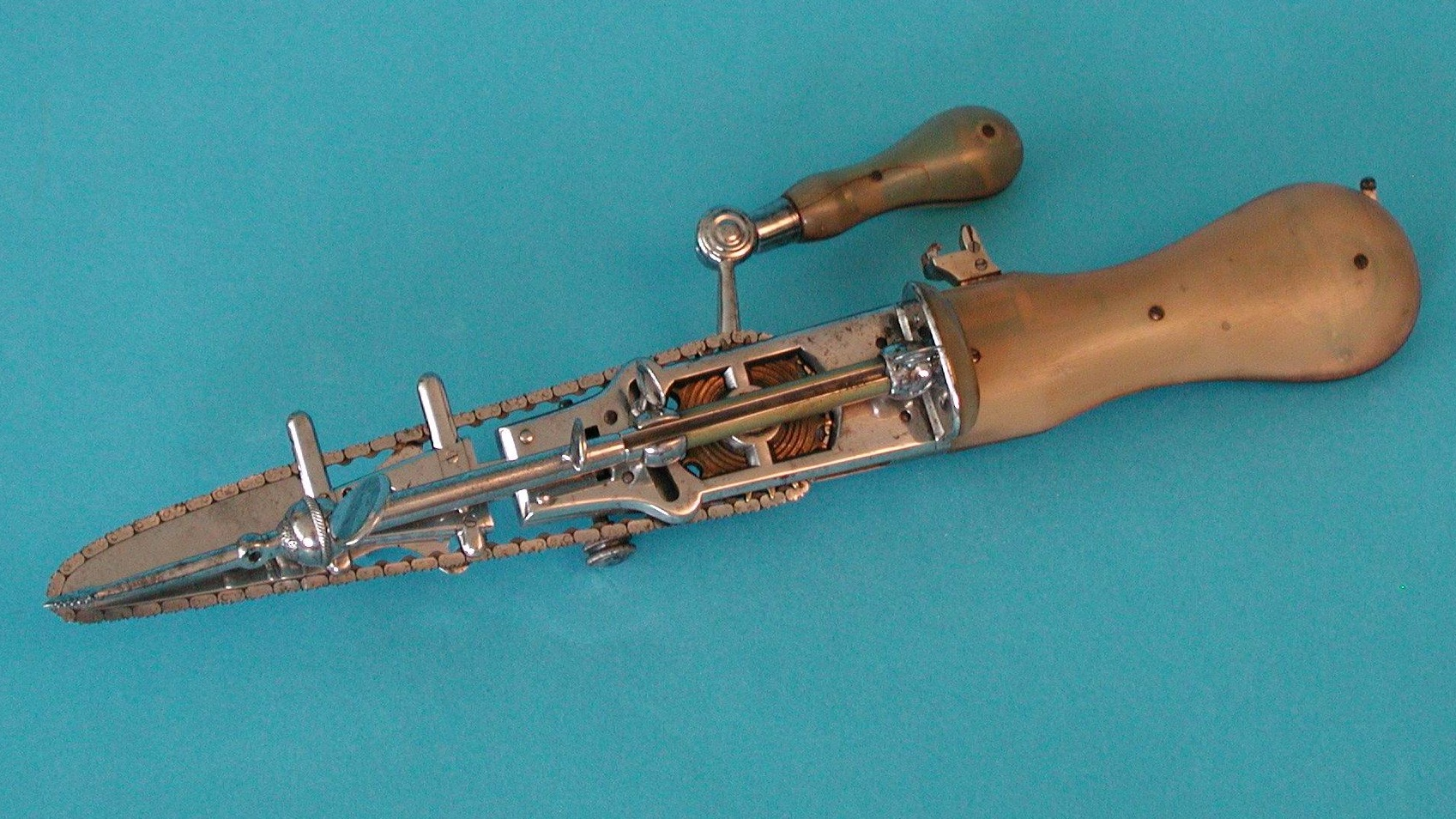
Bernhard Heines Osteotom

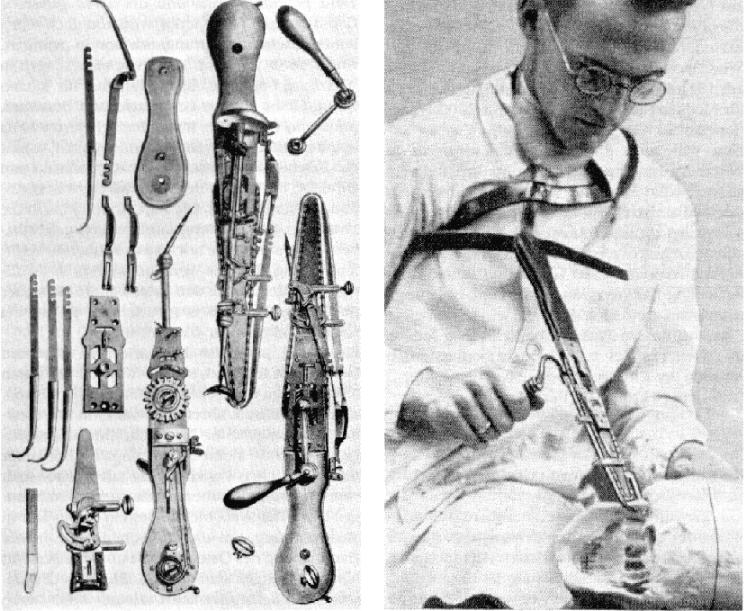
Seine Teile und die Anwendung

Ein Osteotom ist ein medizinisches Instrument zum Durchtrennen von Knochen.
Der Ausdruck stammt von Osteo „Knochen“ und Tomia „Schnitt“ (vergl. -tomie) und wird heute vorwiegend für spezielle Flachmeißel verwendet. Heute werden Osteotome in der Chirurgie immer dann benutzt, wenn Knochensubstanz durchtrennt werden muss.
1. In der Zahnmedizin/Kieferchirurgie sind es z. B. konische oder zylindrische Instrumente verschiedener Durchmesser zum Zwecke von horizontalem und/oder vertikalem Knochenaufbau mittels stumpfer Präparation.
2. Das von Bernhard Heine, einem Instrumentenmacher und Orthopäden in Würzburg, von 1824 bis 1830 im Tierversuch entwickelte[1] Osteotom wurde als Knochensäge benutzt, unter anderem zum Öffnen des Schädels. Es war eine Art Kettensäge, die mit einer Handkurbel angetrieben wurde und eine exaktere Schnittführung als seinerzeit übliche Handsägen, Meißel oder Knochenbohren ermöglichten. Eine spezielle Halterung, die am Oberkörper des Chirurgen befestigt wurde, erlaubte die Bedienung mit einer Hand. Heines Osteotom, das die Entwicklung der Knochenchirurgie-Technik und der Osteotomie als operative Knochenorthopädie vorantrieb und wofür er 1836 den Montyon-Preis für Chirurgie der französischen Akademie der Wissenschaften erhalten hatte, wird heute in der Chirurgie nicht mehr benutzt.[2]